# سونامی گارث
سونامی گارث (انگلیسی: Garth tsunami) یک سونامی ماقبل تاریخ در جزایر شتلند است که احتمالاً حدود ۵۵۰۰ سال پیش (۳۵۰۰ سال قبل از میلاد) رخ داده‌است.
دلیل و منشأ این سونامی ناشناخته است. رویدادهای ضربه ای، زمین لرزه‌ها ویا لغزش‌های زیردریایی شبیه به لغزش استورگا در ۸۱۰۰ سال پیش (۶۱۰۰ قبل از میلاد) به عنوان عوامل مؤثر در این رویداد پیشنهاد شده‌است. سونامی گارث احتمالاً تأثیر زیادی بر جوامع ساحلی در منطقه داشته‌است و تدفین دسته جمعی مربوط به آن زمان در جزایر شتلند و اورکنی که به عنوان میزبان این حادثه مطرح هست، تلفات این سونامی و اتفاقات بعد از آن تفسیر شده‌است.